# Defence Force FC
Der Defence Force Football Club ist ein Fußballverein aus Chaguaramas in Trinidad und Tobago. Der Verein spielt in der höchsten Liga, der TT Pro League.

## Erfolge

### National
- TT Pro League: 1999, 2010/11, 2012/13, 2019/2020
- Semi-Professional League: 1996, 1997
- National League: 1974, 1975, 1976, 1977, 1978, 1980, 1981, 1984, 1985, 1987, 1989, 1990, 1992, 1993, 1995
- Port of Spain Football League: 1972, 1973

- Trinidad and Tobago FA Trophy: 1974, 1981, 1985, 1989, 1991, 1996

Sieger: 1974, 1981, 1985, 1989, 1991, 1996
Finalist: 1995, 1998, 2005, 2012
- Trinidad and Tobago League Cup

Sieger: 2002, 2009, 2016
Finalist: 2000, 2004, 2010, 2012, 2013
- Trinidad and Tobago Charity Shield

Finalist: 2012, 2013, 2016
- Trinidad and Tobago Classic

Finalist: 2012
- Trinidad and Tobago Pro Bowl

Sieger: 2012, 2016, 2017.
Finalist: 2008
- Trinidad and Tobago Goal Shield

Finalist: 2009, 2012

### International
- CONCACAF Champions League

Sieger: 1978, 1985
Finalist: 1987, 1988
- Copa Interamericana

Finalist: 1986
- CFU Club Championship

Sieger: 2001

## Stadion
Seine Heimspiele trägt der Verein im Hasely Crawford Stadium in Port of Spain aus. Das Stadion hat ein Fassungsvermögen von 27.000 Personen.

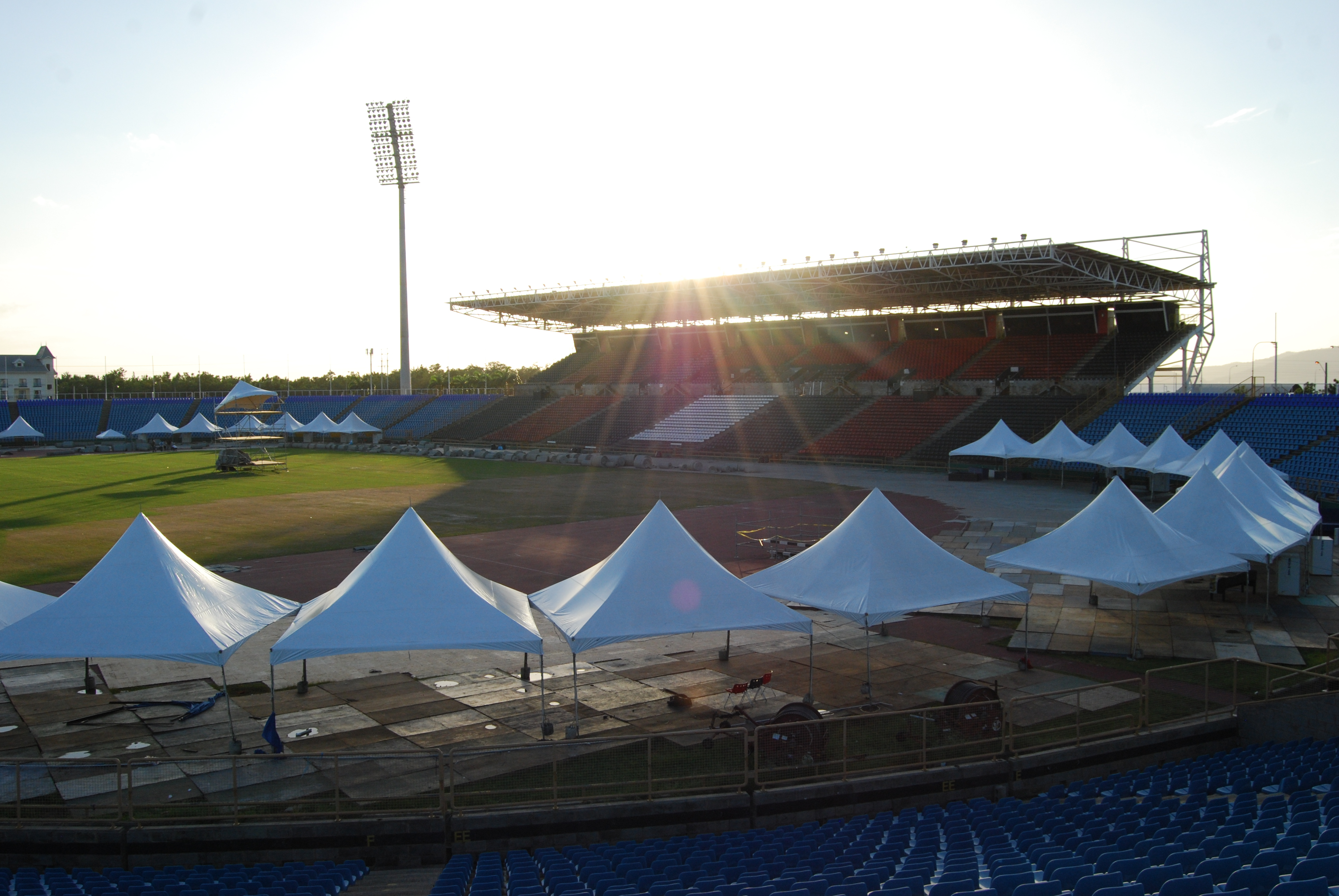
Hasely Crawford Stadium

Koordinaten: 10° 39′ 41″ N, 61° 31′ 59″ W

## Trainer
| Trainer       | Nation              | von            | bis            |
| ------------- | ------------------- | -------------- | -------------- |
| Ross Russell  | Trinidad und Tobago | 8. April 2009  | 9. Januar 2015 |
| Marvin Gordon | Trinidad und Tobago | 9. Januar 2015 | 30. Juni 2019  |
| Lloyd Andrews | Trinidad und Tobago | 1. Juli 2019   | heute          |